# Segunda toma de Las Tunas
La Segunda toma de Las Tunas fue un hecho militar que tuvo lugar el 23 de septiembre de 1876 en Las Tunas, Oriente cubano, en el contexto de la Guerra de los Diez Años (1868-1878). Dicha ciudad ya había sido tomada brevemente por los cubanos en agosto de 1869, a comienzos de la misma guerra, durante la Primera toma de Las Tunas.

## Toma de la ciudad
Por la parte cubana, fue dirigida por el Mayor general Vicente García y tomada con el filo del machete por parte de sus huestes. Durante el hecho se ocuparon tres piezas de artillería, más de cien mil cápsulas, cajas de cartuchos, carabinas de pistón, medicinas, bestias, algunas reses y más de cuatrocientos rifles. 

## Incendio de la ciudad y retirada cubana
Si bien es cierto que las tropas cubanas, comandadas por el Mayor general Vicente García, lograron tomar la ciudad, tuvieron que incendiarla a los pocos días, ante la imposibilidad de defenderla de las tropas españolas que se acercaban rápidamente. 
En esta situación, la pequeña ciudad de Las Tunas fue pasto de las llamas por segunda vez en su historia (la primera vez fue en 1869, en circunstancias similares). Otras pequeñas ciudades cubanas que corrieron igual suerte fueron Bayamo y Guáimaro, ambas también en 1869. 

## Consecuencias
La toma de Las Tunas produjo gran revuelo en España y permitió la sustitución del Capitán General de la Isla de Cuba, obligando al mando español al cambio de modo de dirección de la guerra en la isla.